# Anette Olzon
Anette Ingegerd Olsson (Katrineholm, 21 de junho de 1971), popular como Anette Olzon, é uma cantora, compositora e musicista sueca. É mais conhecida como ex-vocalista da banda de metal sinfônico Nightwish, embora também já esteve à frente de outros grupos e projetos musicais como Alyson Avenue, The Dark Element, Allen/Olzon e Ultima Grace, além de manter uma carreira solo em paralelo.

## Carreira

### Alyson Avenue (1989–2006)
Nascida na pequena cidade ferroviária de Katrineholm, situada na província sueca de Södermanland, Olzon cresceu em uma família envolvida com música e sempre cantou desde a infância, chegando a ser forçada por sua mãe a tocar oboé durante oito anos. Ela também costumava viajar em turnês pela Suécia com sua mãe, que era vocalista de uma banda, e chegou a cantar com ela no palco em algumas ocasiões. Participou de diversos concursos de talentos, com 17 anos integrou uma banda cover do ABBA chamada Take Cover, e mais tarde, aos 21 anos, interpretou o papel principal em uma peça teatral chamada Gransland, na cidade de Helsingborg. Posteriormente passou a ter aulas de canto no Conservatório Musical de Copenhague em Helsingor, Dinamarca, e na Academia Musical de Malmö com uma professora particular.
Em 1989, a cantora que na época assinava como Anette Blyckert (sobrenome de seu até então marido), foi convidada pelos músicos Niclas Olsson e Thomas Löyskä para cantar como backing vocal em uma demo da recém-formada banda Alyson Avenue, mas devido à sua boa performance ela assumiu o posto de vocalista oficial e deu início à sua carreira profissional. O grupo passou alguns anos apenas tocando ao vivo e tentando um contrato com alguma gravadora, até que finalmente seu álbum de estreia, Presence of Mind, foi lançado em 2000 através do selo AOR Heaven, sendo sucedido pelo disco Omega (2004), ambos recebidos sob diversas críticas positivas.
Olzon deixou o grupo no ano de 2006 para assumir o posto de segunda vocalista da banda finlandesa de metal sinfônico Nightwish. Desde então a cantora manteve uma boa relação com seus ex-colegas do Alyson Avenue, chegando a participar de algumas faixas do álbum Changes (2011), além de ter regravado uma canção em estúdio e cantado ao vivo com eles em uma ocasião.

### Nightwish (2007–2012)
A banda Nightwish demitiu oficialmente sua vocalista Tarja Turunen em 21 de outubro de 2005, e pouco depois anunciaram que todas as cantoras interessadas em substituí-la deveriam enviar uma fita ou CD demonstrando suas vozes, e dentre elas seria escolhida a sucessora de Turunen. Olzon foi uma das primeiras candidatas, enviando uma demo da canção "Ever Dream" para o líder e tecladista Tuomas Holopainen em novembro daquele ano. A princípio, a vaga lhe foi negada pelo fato dela ter um filho pequeno na época, o que poderia dificultar a agenda de compromissos da banda, porém ela persistiu e enviou um DVD contendo material ao vivo do Alyson Avenue. Mais tarde em agosto de 2006, ela foi contatada pelo empresário do grupo, Ewo Pohjola, que a convidou para conhecer os membros da banda pessoalmente, e posteriormente também fizeram uma sessão de fotos e gravaram algumas canções em estúdio. Até que em 30 de janeiro de 2007, ela recebeu uma ligação de Holopainen informando-a que ela havia sido escolhida como nova vocalista do Nightwish.

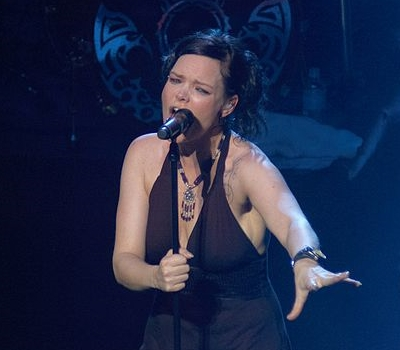
Olzon se apresentando com o Nightwish em Melbourne, Austrália em 2008

A banda planejava anunciar a identidade da nova cantora juntamente com a faixa "Eva" em 30 de maio de 2007, no entanto a canção acabou vazando na Internet, e para evitar downloads ilegais o lançamento oficial foi adiantado em uma semana, e o nome de Anette foi oficialmente revelado em 24 de maio. Dark Passion Play, sexto álbum da carreira do Nightwish e o primeiro com Olzon, foi então lançado em 26 de setembro de 2007 e estreou direto no primeiro lugar nas paradas da Finlândia, ganhando Disco de Platina por mais de 40 mil cópias comercializadas em seu primeiro dia, além de ter estreado em primeiro lugar na Alemanha, Croácia, Hungria e Suíça, rapidamente adquirindo vários certificados de venda ao redor do mundo, gerando ainda exitosos singles como "Amaranth" e "Bye Bye Beautiful". Em suporte ao álbum, a banda também excursionou com a Dark Passion Play World Tour, uma extensa turnê realizada entre outubro de 2007 e setembro de 2009 com mais de 200 concertos realizados internacionalmente.
Mais tarde deu-se início às gravações de Imaginaerum, um trabalho conceitual que chegou ao mercado em 30 de novembro de 2011, e foi promovido pela Imaginaerum World Tour a partir de janeiro do ano seguinte. Olzon juntamente com os demais integrantes também atuaram em um filme de mesmo nome, que é baseado nas letras do disco e foi lançado em 10 de novembro de 2012. Em meio à turnê promocional do álbum, Olzon passou mal e foi internada horas antes de um concerto em Denver, Estados Unidos em 28 de setembro de 2012, sendo substituída às pressas por Elize Ryd e Alissa White-Gluz das bandas de abertura. No dia seguinte, Olzon enviou uma nota aos fãs dizendo que não havia sido consultada sobre sua substituição e manifestou descontentamento com a atitude dos outros membros da banda. Em 1 de outubro, o Nightwish divulgou um comunicado oficial dizendo que, em comum acordo, ela e o restante do grupo decidiram se separar, sendo anunciada sua substituição pela cantora Floor Jansen, até o final da turnê do álbum Imaginaerum.
Algum tempo depois, Olzon declarou em uma entrevista que ela havia sido demitida da banda após ter revelado a sua gravidez, afirmação que foi rebatida pelo Nightwish, que alegou que "o rompimento com Anette não foi devido à gravidez ou doença, e sim porque a personalidade dela não se encaixava e era prejudicial à uma comunidade de trabalho". É de conhecimento público que não houve mais nenhuma comunicação entre ambas as partes desde então.

### Carreira solo (2012–presente)
Ainda durante seu período no Nightwish, Olzon já havia realizado colaborações com bandas como Brother Firetribe, Pain e The Rasmus, e vinha compondo material para um futuro lançamento solo, algo que foi intensificado após a sua saída da banda. Ela então apresentou duas faixas autorais na inauguração de uma arena na cidade de Helsingborg, Suécia em 30 de novembro de 2012. Posteriormente, ela assinou um contrato com a gravadora Earmusic e anunciou seu disco de estreia Shine, que foi lançado em 28 de março de 2014 e debutou em paradas musicais da Bélgica, Reino Unido e Suíça, gerando também três singles: "Falling", "Lies" e "Shine". Para promover o álbum, a cantora realizou a Shine Tour (2014–15) que contou com algumas apresentações ao vivo.

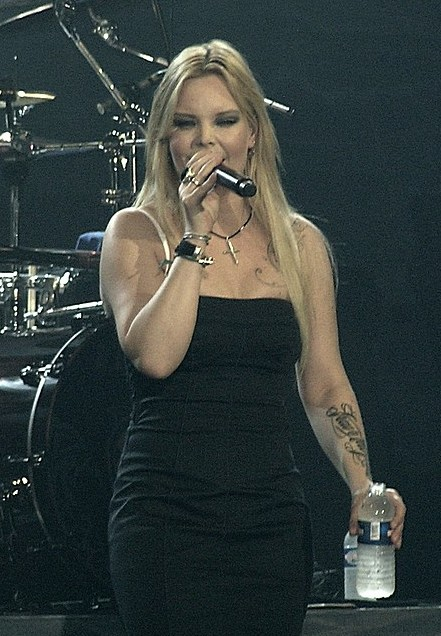
Olzon já lançou três álbuns solo desde a sua saída do Nightwish.

A cantora também foi anunciada como uma das participantes da segunda temporada do programa de televisão finlandês Tähdet, Tähdet, que estreou em março de 2015 na MTV3. Olzon juntamente com outras celebridades finlandesas apresentaram covers de canções de variados gêneros, com uma celebridade sendo eliminada a cada semana por votação popular. Ela foi a única artista estrangeira do programa, sendo eliminada na quinta semana. Mais tarde em 19 de janeiro de 2016, a cantora disponibilizou um EP independente de duas faixas intitulado Vintersjäl / Cold Outside, no qual uma das canções é inteiramente cantada em sueco.
Em 21 de junho de 2021, em comemoração ao seu 50.º aniversário, a cantora anunciou o lançamento de um novo single intitulado "Parasite", que integraria o álbum Strong, o segundo de sua carreira, a ser lançado em 10 de setembro do mesmo ano através do selo Frontiers Records. O disco, composto em parceria com o músico Magnus Karlsson — que já havia colaborado com Olzon em outros projetos da gravadora —, foi responsável por incorporar o metal em sua carreira solo, sendo muito bem recebido pela crítica especializada. Ela ainda disponibilizou os singles "Sick of You", "Fantastic Fanatic" e "Strong" em suporte ao álbum, que também estreou em paradas da Alemanha, Reino Unido e Suíça.
Algum tempo depois, Olzon anunciou seu terceiro disco, Rapture, que foi lançado em 10 de maio de 2024 e contou com os singles "Heed the Call", "Day of Wrath", "Rapture" e "Hear My Song". Assim como seu antecessor Strong, também incluiu os vocais masculinos de Johan Husgafvel (esposo da cantora) em algumas faixas. E entre setembro e outubro de 2025, Olzon irá excursionar por países da América Latina com a Singing Nightwish Tour, uma turnê inteiramente focada no repertório do Nightwish no período em que ela esteve à frente da banda.

### Projetos musicais com a Frontiers (2016–presente)
A partir de 2016, Olzon iniciou uma prolífera parceria com a gravadora italiana Frontiers, na qual ela já lançou cinco álbuns de estúdio (exceto solo) com os projetos musicais The Dark Element, Allen/Olzon e Ultima Grace, além de diversas participações como convidada.
A dupla de metal alternativo The Dark Element, formada por Olzon e Jani Liimatainen (ex-Sonata Arctica), foi apresentada à mídia em 14 de setembro de 2016 e desde então já lançou dois álbuns: The Dark Element (2017) e Songs the Night Sings (2019), além de ter feito apresentações ao vivo na Suécia, Finlândia e Japão. Em seguida a cantora se envolveu com o projeto Allen/Olzon, uma parceria entre ela e o cantor Russell Allen (Symphony X) que rendeu os discos Worlds Apart (2020) e Army of Dreamers (2022). Olzon passou a integrar ainda a banda japonesa Ultima Grace em 2022, resultando no lançamento de um álbum autointitulado no mesmo ano.

## Vida pessoal
Olzon já mencionou publicamente as cantoras Natalie Cole e Celine Dion como sua maiores influências. Residiu na cidade de Påarp, Suécia com seu primeiro marido, o empresário Fredrik Blyckert, até se divorciarem em maio de 2008. É casada desde 10 de agosto de 2013 com Johan Husgafvel, ex-baixista da banda Pain, e atualmente vivem na cidade de Helsingborg junto com seus filhos Seth (nascido em 11 de julho de 2001 e fruto de seu primeiro casamento), Nemo (nascido em 30 de julho de 2010) e Mio (nascido em 28 de março de 2013). Ela também se declara como cristã.
Antes de se tornar uma cantora profissional, Olzon já trabalhou em diversas profissões e estudou educação artística musical, psicologia, gestão de projetos e liderança e organização. Desde 2020, ela também tem se dedicado à uma carreira como enfermeira e parteira em tempo integral após ter se formado pela Universidade de Kristianstad.

## Discografia
| - Shine (2014) - Strong (2021) - Rapture (2024) - Presence of Mind (2000) - Omega (2004) - Dark Passion Play (2007) - Imaginaerum (2011) | - The Dark Element (2017) - Songs the Night Sings (2019) - Worlds Apart (2020) - Army of Dreamers (2022) - Ultima Grace (2022) |

## Turnês
- Shine Tour (2014–2015)
- Singing Nightwish Tour (2025)

## Filmografia
| Ano  | Título         | Personagem | Nota                                    |
| ---- | -------------- | ---------- | --------------------------------------- |
| 2012 | Imaginaerum    | Ann        |                                         |
| 2015 | Tähdet, Tähdet | Ela mesma  | Programa de televisão; cinco episódios. |